# La Chanson de Bilbao
La Chanson de Bilbao (Bilbao Song) est une chanson généralement accompagnée au piano dont les paroles françaises ont été écrites par Boris Vian, en 1958 sur une musique de Kurt Weill et tirée de la comédie musicale Happy End de Bertolt Brecht.

## Création
La version allemande (Der Bilbao Song) de cette chanson est tirée de la comédie musicale Happy End est une comédie musicale de Kurt Weill, Elisabeth Hauptmann et Bertolt Brecht, créée en 1929. La version française est une création originale de l'écrivain Boris Vian, publiée en 1958 et adaptée sur la musique de Kurt Weill.

## Contenu
Le texte de Boris Vian va bien plus loin qu'une simple traduction du texte de Bertolt Brecht.

Même si l'herbe pousse toujours à travers le parquet (« Auf dem Tanzboden da wuchs das Gras ») et que Joe joue son air sur son piano (« Joe, rejoue la musique de ce temps-là »), la Lune rouge (« Rote Mond ») devient verte et d'autres personnages font leur apparition, donnant ainsi au texte un contenu plus imaginatif, qui renforce le côté étrange ou « bizarre » du texte de cette chanson, accentué par la gouaille de Catherine Sauvage, première interprète de la version de l'auteur de L'Écume des jours.

## Liste des interprètes

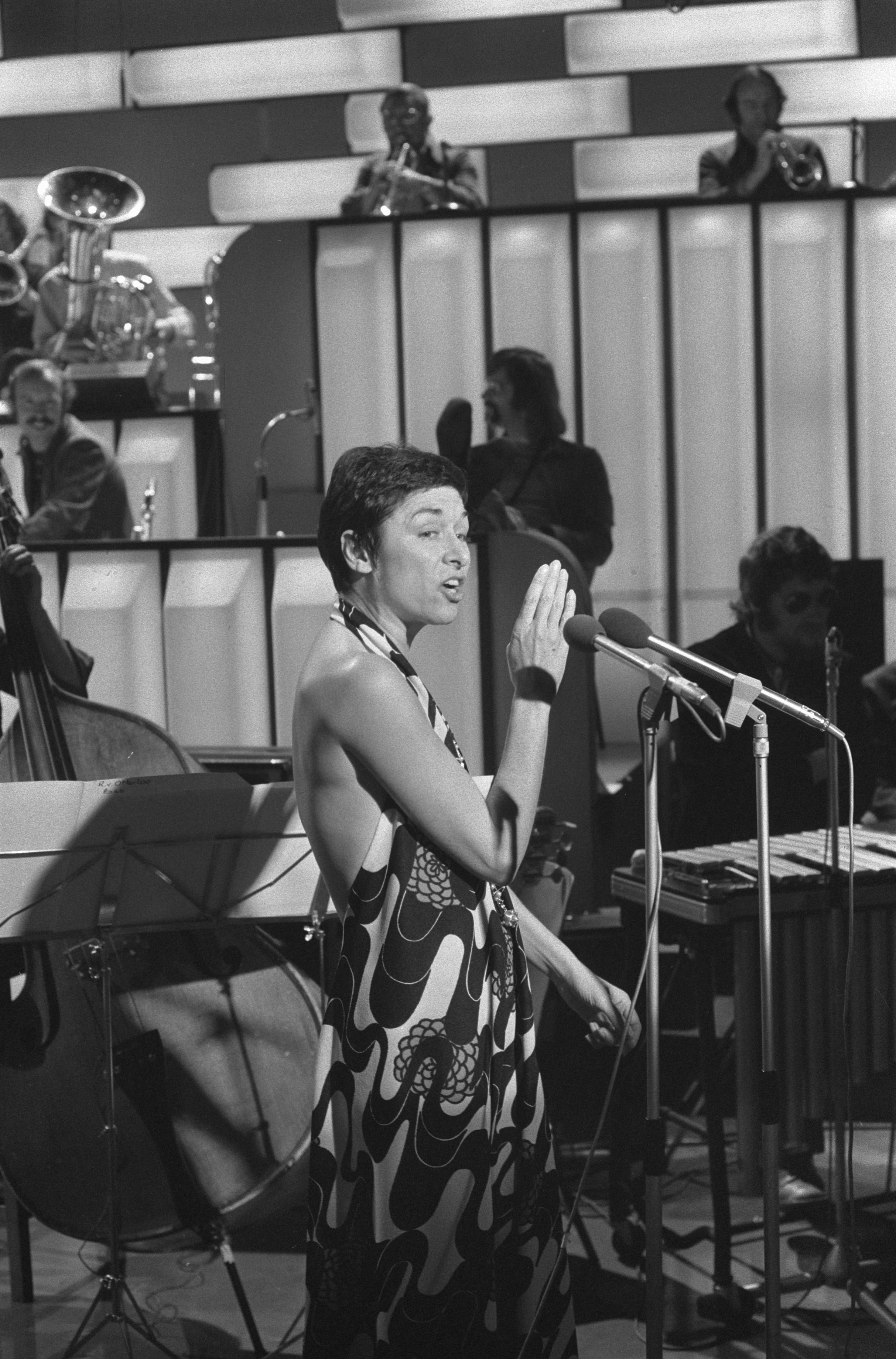
Catherine Sauvage, créatrice de la version française de la chanson

- Catherine Sauvage (1958 acc. Aussman, 1958 acc. Defay, 1961 pub., 1972)
- Jacqueline François (1958)
- Yves Montand (1961)
- Pauline Julien (1964 pub., 1966, 1967 pub.)
- Pia Colombo (1969 pub.)
- Annie Papin & le Stekar Tubapack (1996)
- Enzo Enzo (1997)
- Kent et Enzo Enzo (1997 pub.)
- Monique Hutter et Daniel Huck (2004)
- Megumi Satsu (2008)
- Ute Lemper (2012)